# Allgemeine Lesegesellschaft Basel

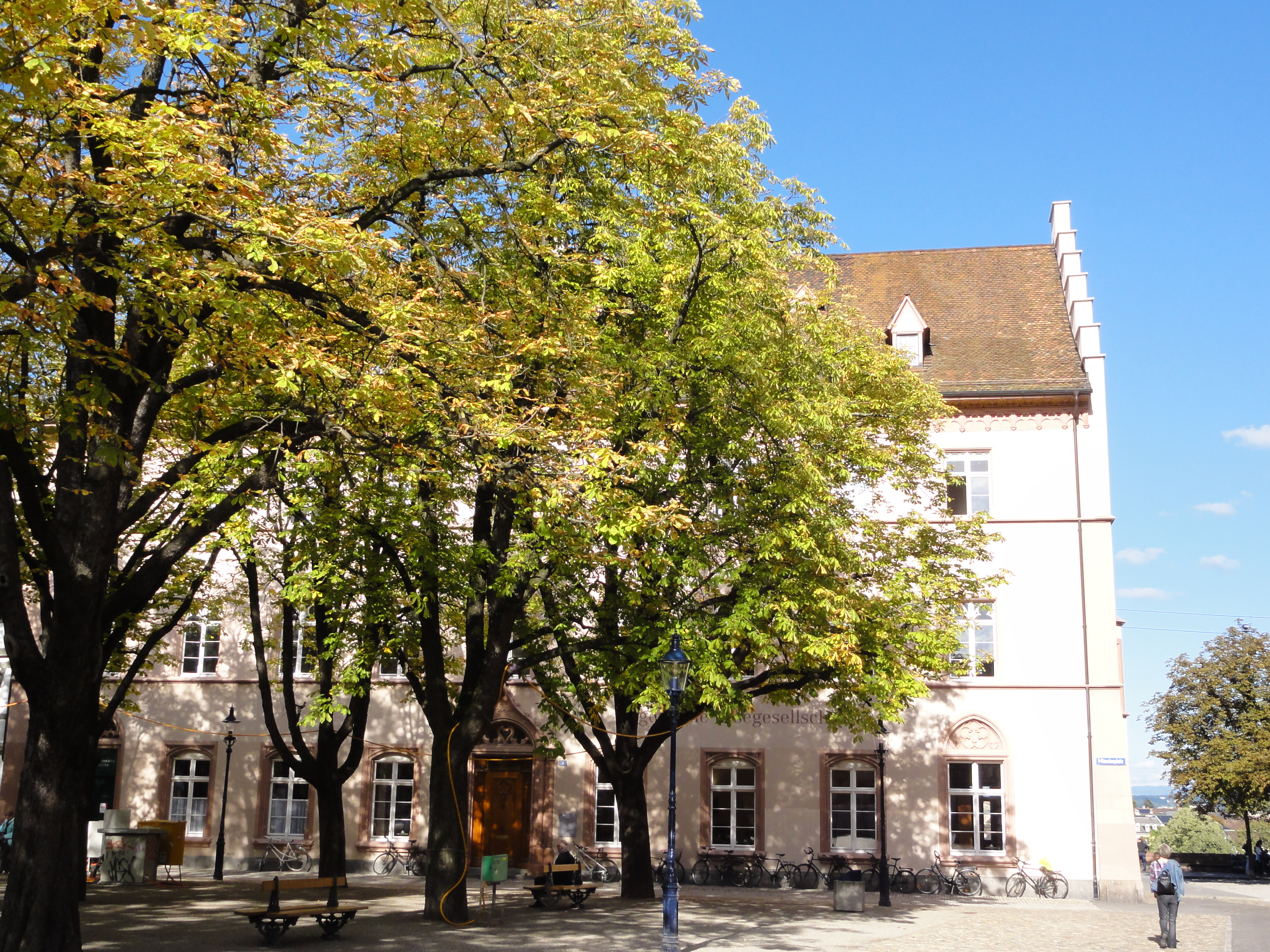
Gebäude der Allgemeinen Lesegesellschaft Basel

Die Allgemeine Lesegesellschaft Basel (ALG) ist eine Lesegesellschaft in der Schweizer Stadt Basel und zählt heute über 1000 Mitglieder.

## Geschichte
Die Lesegesellschaft wurde 1787 gegründet und hatte mit Peter Ochs als erstem Statthalter schon damals prominente Mitglieder. Seit 1832 befindet sich der Sitz der Gesellschaft am Münsterplatz im ehemaligen Domherrenhaus, welches damals umfassend im neogotischen Stil renoviert wurde. Die Pläne für den Umbau stammten von Johann Friedrich Huber, die Schlosserarbeiten führte Heinrich Ludwig Schlöth aus.
Die ALG beherbergt heute unter anderem eine Freihandbibliothek mit über 75'000 Bänden.